# Utilizzatori dell'Airbus A350

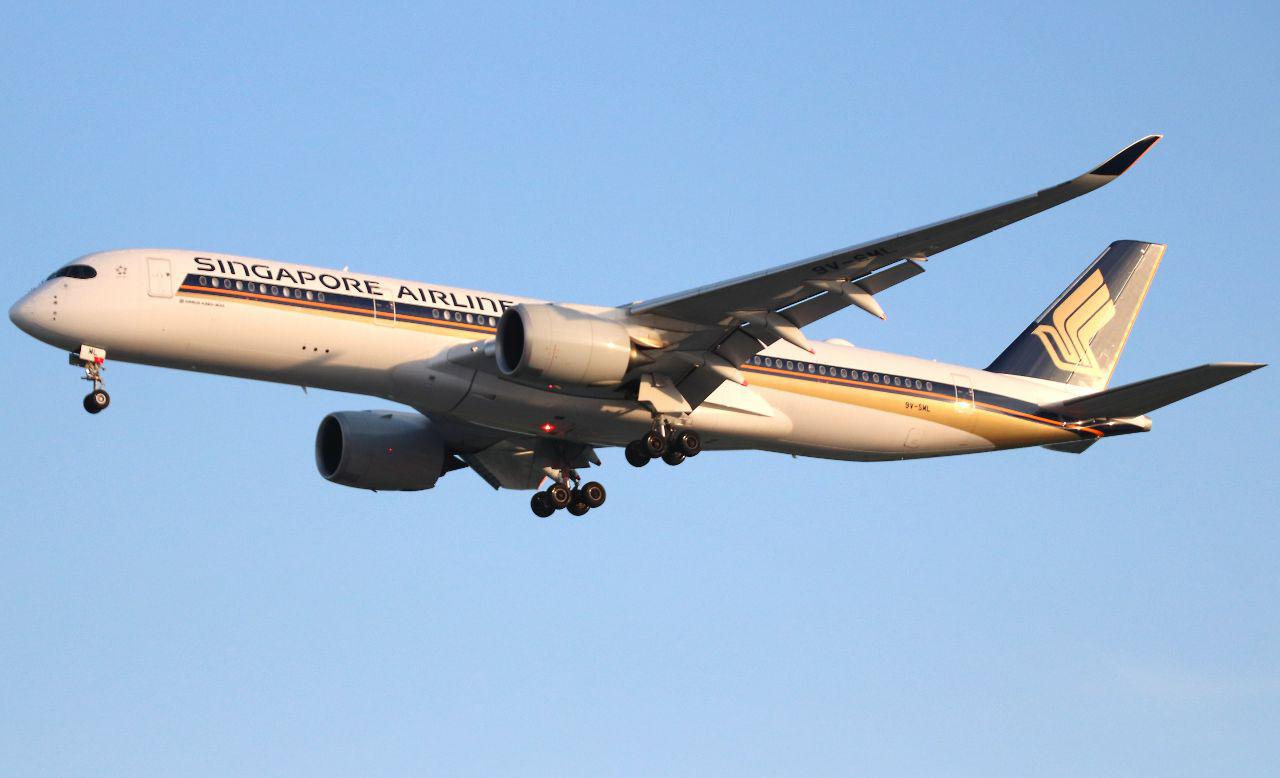
Un Airbus A350 di Singapore Airlines, l'utilizzatore principale di questo tipo di aereo.

L'Airbus A350 XWB è un aereo di linea ad ala bassa realizzato dalla multinazionale europea Airbus ed attualmente in produzione. Destinato a rotte a lungo raggio, è caratterizzato da una configurazione a fusoliera larga.
Secondo il progetto iniziale il velivolo venne sviluppato a partire dalle famiglie A330 e A340, ma nel luglio 2006 si decise di riprogettarlo con una fusoliera più larga (da qui il nome «XWB», eXtra Wide Body), sia rispetto agli A330 e A340, sia rispetto al suo rivale, il Boeing 787 Dreamliner. La riprogettazione venne effettuata per venire incontro alle richieste di molti potenziali clienti, come Singapore Airlines, che altrimenti si sarebbero rifiutati di effettuare degli ordini.
Questo cambiamento, così come il largo uso di materiali compositi, ha notevolmente aumentato i costi della progettazione degli aeromobili, e ha spostato dal 2011 alla seconda metà del 2014 (per l'A350-900) l'ingresso in servizio. La prima consegna della versione -900 venne effettuata il 14 dicembre 2014 alla compagnia Qatar Airways. Per la versione -1000 il primo cliente sarà nuovamente Qatar Airways. La versione -800 è stata cancellata per assenza di ordini.
Il primo volo dell'MSN001 (Manufacturer's Serial Number 001; primo prototipo della famiglia e della versione -900) venne effettuato presso l'aeroporto di Tolosa Blagnac, sede della Airbus, il 14 giugno 2013.
Il primo volo dell'MSN059 (Manufacturer's Serial Number 059; primo prototipo della versione -1000) venne effettuato presso l'aeroporto di Tolosa Blagnac, sede della Airbus, il 24 novembre 2016; esattamente allo stesso orario del primo volo di test dell'Airbus A380 MSN001 (F-WWOW).

## Ordini e consegne
Legenda tabella:
- ORD: Ordini.
- CON: Consegne.
- OPE: Esemplari operativi.

Note:
- dati aggiornati al gennaio 2024[1][2][3];
- il numero degli esemplari operativi è da considerarsi una stima più o meno accurata;
- alcuni utilizzatori hanno più aerei operativi che ordinati. Ciò è dovuto al fatto che le compagnie hanno comprato velivoli di seconda mano o hanno effettuato leasing, e questi non risultano come ufficiali nel conteggio degli ordini.

| Compagnia                                   | Compagnia                       | A350F | A350F | A350F | A350-900 | A350-900 | A350-900 | A350-1000 | A350-1000 | A350-1000 | TOTALE | TOTALE | TOTALE |
| Stato                                       | Nome                            | ORD   | CON   | OPE   | ORD      | CON      | OPE      | ORD       | CON       | OPE       | ORD    | CON    | OPE    |
| ------------------------------------------- | ------------------------------- | ----- | ----- | ----- | -------- | -------- | -------- | --------- | --------- | --------- | ------ | ------ | ------ |
|                                             | Aerei governativi/privati/altro |       |       |       | 5        | 4        | 4        |           |           |           | 5      | 4      | 4      |
| Irlanda (bandiera)                          | AerCap                          |       |       |       | 20       | 20       |          |           |           |           | 20     | 20     |        |
| Russia (bandiera)                           | Aeroflot                        |       |       |       | 16       | 7        | 7        |           |           |           | 16     | 7      | 7      |
| Libia (bandiera)                            | Afriqiyah Airways               |       |       |       | 10       |          |          |           |           |           | 10     |        |        |
| Algeria (bandiera)                          | Air Algérie                     |       |       |       |          |          |          | 2         |           |           | 2      |        |        |
| Francia (bandiera)                          | Air Caraïbes                    |       |       |       |          |          | 3        | 4         | 3         | 3         | 4      | 3      | 6      |
| Cina (bandiera)                             | Air China                       |       |       |       | 30       | 30       | 30       |           |           |           | 30     | 30     | 30     |
| Francia (bandiera)                          | Air France                      | 4     |       |       | 38       | 27       | 27       |           |           |           | 42     | 27     | 27     |
| Francia (bandiera) · Paesi Bassi (bandiera) | Air France-KLM                  |       |       |       | 39       |          |          | 11        |           |           | 50     |        |        |
| India (bandiera)                            | Air India                       |       |       |       | 20       | 6        | 5        | 20        |           |           | 40     | 6      | 5      |
| Stati Uniti (bandiera)                      | Air Lease Corporation           | 7     |       |       | 18       | 15       |          | 8         | 7         |           | 33     | 22     |        |
| Mauritius (bandiera)                        | Air Mauritius                   |       |       |       | 5        | 2        | 4        |           |           |           | 5      | 2      | 4      |
| Kuwait (bandiera)                           | ALAFCO                          |       |       |       | 12       | 12       |          |           |           |           | 12     | 12     |        |
| Corea del Sud (bandiera)                    | Asiana Airlines                 |       |       |       | 30       | 15       | 15       |           |           |           | 30     | 15     | 15     |
| Brasile (bandiera)                          | Azul Linhas Aéreas              |       |       |       |          |          | 2        |           |           |           |        |        | 2      |
| Singapore (bandiera)                        | BOC Aviation                    |       |       |       | 2        | 2        |          |           |           |           | 2      | 2      |        |
| Regno Unito (bandiera)                      | British Airways                 |       |       |       |          |          |          | 18        | 17        | 17        | 18     | 17     | 17     |
| Cina (bandiera)                             | Cathay Pacific                  | 6     |       |       | 28       | 28       | 30       | 18        | 18        | 18        | 52     | 46     | 48     |
| Taiwan (bandiera)                           | China Airlines                  |       |       |       | 14       | 14       | 14       |           |           |           | 14     | 14     | 14     |
| Cina (bandiera)                             | China Eastern Airlines          |       |       |       | 20       | 20       | 20       |           |           |           | 20     | 20     | 20     |
| Cina (bandiera)                             | China Southern Airlines         |       |       |       | 20       | 20       | 19       |           |           |           | 20     | 20     | 19     |
| Stati Uniti (bandiera)                      | CIT Group                       |       |       |       | 7        | 7        |          |           |           |           | 7      | 7      |        |
| Francia (bandiera)                          | CMA CGM Air Cargo               | 4     |       |       |          |          |          |           |           |           | 4      |        |        |
| Emirati Arabi Uniti (bandiera)              | DAE Capital                     |       |       |       | 2        | 2        |          |           |           |           | 2      | 2      |        |
| Stati Uniti (bandiera)                      | Delta Air Lines                 |       |       |       | 35       | 19       | 28       | 20        |           |           | 55     | 19     | 28     |
| Egitto (bandiera)                           | EgyptAir                        |       |       |       | 10       |          |          |           |           |           | 10     |        |        |
| Emirati Arabi Uniti (bandiera)              | Emirates                        |       |       |       | 65       |          |          |           |           |           | 65     |        |        |
| Etiopia (bandiera)                          | Ethiopian Airlines              |       |       |       | 29       | 18       | 20       | 4         |           |           | 33     | 18     | 20     |
| Emirati Arabi Uniti (bandiera)              | Etihad Airways                  | 7     |       |       |          |          |          | 20        | 5         | 5         | 27     | 5      | 5      |
| Taiwan (bandiera)                           | EVA Air                         |       |       |       |          |          |          | 18        |           |           | 18     |        |        |
| Figi (bandiera)                             | Fiji Airways                    |       |       |       |          |          | 4        |           |           |           |        |        | 4      |
| Finlandia (bandiera)                        | Finnair                         |       |       |       | 19       | 17       | 17       |           |           |           | 19     | 17     | 17     |
| Francia (bandiera)                          | French BEE                      |       |       |       |          |          | 4        |           |           | 2         |        |        | 6      |
| Stati Uniti (bandiera)                      | Generic Entity                  |       |       |       | 2        | 2        |          |           |           |           | 2      | 2      |        |
| Francia (bandiera)                          | Groupe Dubreuil                 |       |       |       | 1        | 1        |          |           |           |           | 1      | 1      |        |
| Cina (bandiera)                             | Hong Kong Airlines              |       |       |       | 3        | 3        | 2        |           |           |           | 3      | 3      | 2      |
| Spagna (bandiera)                           | Iberia                          |       |       |       | 21       | 19       | 21       |           |           |           | 21     | 19     | 21     |
| Spagna (bandiera)                           | Iberojet                        |       |       |       |          |          | 2        |           |           |           |        |        | 2      |
| Italia (bandiera)                           | ITA Airways                     |       |       |       |          |          | 6        |           |           |           |        |        | 6      |
| Giappone (bandiera)                         | Japan Airlines                  |       |       |       | 18       | 16       | 16       | 13        | 2         | 2         | 31     | 18     | 18     |
| Kuwait (bandiera)                           | Kuwait Airways                  |       |       |       | 2        |          |          |           |           |           | 2      |        |        |
| Cile (bandiera)                             | LATAM Airlines Group            |       |       |       | 13       | 13       |          |           |           |           | 13     | 13     |        |
| Libia (bandiera)                            | Libyan Airlines                 |       |       |       | 6        |          |          |           |           |           | 6      |        |        |
| Germania (bandiera)                         | Lufthansa                       |       |       |       | 50       | 19       | 26       | 10        |           |           | 60     | 19     | 26     |
| Malaysia (bandiera)                         | Malaysia Airlines               |       |       |       |          |          | 7        |           |           |           |        |        | 7      |
| Paesi Bassi (bandiera)                      | Martinair                       | 4     |       |       |          |          |          |           |           |           | 4      |        |        |
| Filippine (bandiera)                        | Philippine Airlines             |       |       |       | 6        | 6        | 2        | 9         |           |           | 15     | 6      | 2      |
| Australia (bandiera)                        | Qantas                          |       |       |       |          |          |          | 24        |           |           | 24     |        |        |
| Qatar (bandiera)                            | Qatar Airways                   |       |       |       | 34       | 34       | 34       | 42        | 24        | 24        | 76     | 58     | 58     |
| Svezia (bandiera)                           | Scandinavian Airlines           |       |       |       | 8        | 6        | 4        |           |           |           | 8      | 6      | 4      |
| Cina (bandiera)                             | Sichuan Airlines                |       |       |       | 10       | 4        | 6        |           |           |           | 10     | 4      | 6      |
| Azerbaigian (bandiera)                      | Silk Way West Airlines          | 2     |       |       |          |          |          |           |           |           | 2      |        |        |
| Singapore (bandiera)                        | Singapore Airlines              | 7     |       |       | 65       | 63       | 63       |           |           |           | 72     | 63     | 63     |
| Sri Lanka (bandiera)                        | SriLankan Airlines              |       |       |       | 4        |          |          |           |           |           | 4      |        |        |
| Taiwan (bandiera)                           | Starlux Airlines                |       |       |       | 9        | 3        | 4        | 8         |           |           | 17     | 3      | 4      |
| Thailandia (bandiera)                       | Thai Airways International      |       |       |       | 4        | 4        | 20       |           |           |           | 4      | 4      | 20     |
| Turchia (bandiera)                          | Turkish Airlines                | 5     |       |       | 90       | 16       | 16       | 15        |           |           | 110    | 16     | 16     |
| Stati Uniti (bandiera)                      | United Airlines                 |       |       |       | 45       |          |          |           |           |           | 45     |        |        |
| Vietnam (bandiera)                          | Vietnam Airlines                |       |       |       | 10       | 10       | 14       |           |           |           | 10     | 10     | 14     |
| Regno Unito (bandiera)                      | Virgin Atlantic                 |       |       |       |          |          |          | 8         | 5         | 10        | 8      | 5      | 10     |
| Spagna (bandiera)                           | World2Fly                       |       |       |       |          |          | 3        |           |           |           |        |        | 3      |
| Yemen (bandiera)                            | Yemenia                         |       |       |       | 10       |          |          |           |           |           | 10     |        |        |
|                                             | Non dichiarato                  | 4     |       |       | 10       |          | 4        |           |           |           | 27     |        | 4      |
| TOTALE                                      | TOTALE                          | 50    | –     | –     | 915      | 504      | 503      | 272       | 81        | 81        | 1250   | 585    | 584    |

## Cronologia e grafico
|          |           | 2007 | 2008 | 2009 | 2010 | 2011 | 2012 | 2013 | 2014 | 2015 | 2016 | 2017 | 2018 | 2019 | 2020 | 2021 | 2022 | 2023 | 2024 | Totale |
| -------- | --------- | ---- | ---- | ---- | ---- | ---- | ---- | ---- | ---- | ---- | ---- | ---- | ---- | ---- | ---- | ---- | ---- | ---- | ---- | ------ |
| Ordini   | Ordini    | 128  | 99   | 12   | 65   | 10   | 40   | 177  | 49   | 14   | 51   | 44   | 42   | 113  | 21   | 16   | 44   | 281  | 44   | 1250   |
| Consegne | A350-900  | –    | –    | –    | –    | –    | –    | –    | 1    | 14   | 49   | 78   | 79   | 87   | 45   | 49   | 50   | 52   | –    | 504    |
| Consegne | A350-1000 | –    | –    | –    | –    | –    | –    | –    | –    | –    | –    | –    | 14   | 25   | 14   | 6    | 10   | 12   | –    | 81     |
| Consegne | Totale    | 0    | 0    | 0    | 0    | 0    | 0    | 0    | 1    | 14   | 49   | 78   | 93   | 112  | 59   | 55   | 60   | 64   | –    | 585    |

     Ordini
     Consegne

## Configurazioni di bordo
Legenda tabella:
- F: prima classe;
- B: business class;
- E+: premium economy class;
- E: economy class.

| Compagnia aerea         | A350-900 | A350-900 | A350-900 | A350-900 | Totale posti | A350-1000 | A350-1000 | A350-1000 | A350-1000 | Totale posti |
| Compagnia aerea         | F        | B        | E+       | E        | Totale posti | F         | B         | E+        | E         | Totale posti |
| ----------------------- | -------- | -------- | -------- | -------- | ------------ | --------- | --------- | --------- | --------- | ------------ |
| Air Caraïbes            | –        | 18       | 45       | 326      | 389          | –         | 24        | 45        | 360       | 429          |
| Air China               | –        | 32       | 32       | 243      | 307          | –         | –         | –         | –         | –            |
| Air France              | –        | 34       | 24       | 268      | 326          | –         | –         | –         | –         | –            |
| Asiana Airlines         | –        | 28       | 36       | 247      | 311          | –         | –         | –         | –         | –            |
| British Airways         | –        | –        | –        | –        | –            | –         | 56        | 56        | 219       | 331          |
| Cathay Pacific          | –        | 38       | 28       | 214      | 280          | –         | 46        | 32        | 256       | 334          |
| China Airlines          | –        | 32       | 31       | 243      | 306          | –         | –         | –         | –         | –            |
| China Eastern Airlines  | –        | 35       | –        | 251      | 286          | –         | –         | –         | –         | –            |
| China Southern Airlines | –        | 28       | 24       | 262      | 314          | –         | –         | –         | –         | –            |
| Delta Air Lines         | –        | 32       | 48       | 226      | 306          | –         | –         | –         | –         | –            |
| Ethiopian Airlines      | –        | 30       | –        | 313      | 343          | –         | –         | –         | –         | –            |
| Finnair                 | – –      | 46 32    | 43 42    | 208 262  | 297 336      | –         | –         | –         | –         | –            |
| Iberia                  | –        | 31       | 24       | 293      | 348          | –         | –         | –         | –         | –            |
| Japan Airlines          | –        | 12       | 94       | 263      | 369          | –         | –         | –         | –         | –            |
| LATAM Airlines Group    | –        | 30       | –        | 318      | 348          | –         | –         | –         | –         | –            |
| Lufthansa               | – –      | 48 36    | 21 24    | 224 262  | 293 319      | –         | –         | –         | –         | –            |
| Malaysia Airlines       | 4        | 35       | 27       | 220      | 286          | –         | –         | –         | –         | –            |
| Philippine Airlines     | –        | 30       | 24       | 241      | 295          | –         | –         | –         | –         | –            |
| Qatar Airways           | –        | 36       | –        | 247      | 283          | –         | 46        | –         | 281       | 327          |
| Sichuan Airlines        | 28       | –        | –        | 300      | 328          | –         | –         | –         | –         | –            |
| Singapore Airlines      | –        | 42       | 24       | 187      | 253          | –         | –         | –         | –         | –            |
| Thai Airways            | –        | 32       | –        | 289      | 321          | –         | –         | –         | –         | –            |
| Vietnam Airlines        | –        | 29       | 45       | 231      | 305          | –         | –         | –         | –         | –            |